# بايرون مولينس
بايرون مولينس (بالإنجليزية: Byron Mullens)‏ مواليد 14 فبراير 1989 في كانال ونشستر، هو لاعب كرة سلة بريطاني بدأ مسيرته الاحترافية في سنة 2009 حيث تم اختياره من قبل فريق دالاس مافيريكس خلال الدرافت، يلعب مع فريق كونياسبور في الدوري التركي لكرة السلة كلاعب وسط ويحمل الرقم 12. يبلغ طوله 7 قدم 0 بوصة (2.1 م).

## فرق لعب لها
- أوكلاهوما سيتي ثاندر
- نادي بانيونيس لكرة السلة
- شارلوت هورنتس
- لوس أنجلوس كليبرز
- فيلادلفيا سفنتي سيكسرز
- توركو كونياسبور

## إحصائيات المسيرة

### الموسم الاعتيادي
| السنة   | الفريق                 | لعب | بدأ | دقيقة | ميداني% | ثلاثية | حرة  | ارتداد | صنع | استلاب | تصدي | نقطة |
| ------- | ---------------------- | --- | --- | ----- | ------- | ------ | ---- | ------ | --- | ------ | ---- | ---- |
| 2009–10 | أوكلاهوما سيتي ثاندر   | 13  | 0   | 4.2   | .368    | .000   | .000 | .8     | .1  | .2     | .0   | 1.1  |
| 2010–11 | أوكلاهوما سيتي ثاندر   | 13  | 0   | 6.5   | .321    | .000   | .500 | 1.8    | .0  | .2     | .2   | 1.9  |
| 2011–12 | شارلوت هورنتس          | 65  | 25  | 22.5  | .425    | .235   | .821 | 5.0    | .9  | .3     | .8   | 9.3  |
| 2012–13 | شارلوت هورنتس          | 53  | 41  | 26.9  | .385    | .317   | .646 | 6.4    | 1.5 | .6     | .6   | 10.6 |
| 2013–14 | لوس أنجلوس كليبرز      | 27  | 0   | 6.2   | .406    | .333   | .333 | 1.2    | .2  | .2     | .1   | 2.5  |
| 2013–14 | فيلادلفيا سفنتي سيكسرز | 18  | 0   | 13.7  | .465    | .400   | .571 | 3.3    | .4  | .5     | .4   | 6.8  |
| المسيرة |                        | 189 | 66  | 18.2  | .408    | .319   | .706 | 4.2    | .8  | .4     | .5   | 7.4  |

### التصفيات
| السنة   | الفريق               | لعب | بدأ | دقيقة | ميداني% | ثلاثية | حرة  | ارتداد | صنع | استلاب | تصدي | نقطة |
| ------- | -------------------- | --- | --- | ----- | ------- | ------ | ---- | ------ | --- | ------ | ---- | ---- |
| 2010    | أوكلاهوما سيتي ثاندر | 1   | 0   | 4.0   | .000    | .000   | .500 | .0     | .0  | .0     | .0   | 1.0  |
| المسيرة |                      | 1   | 0   | 4.0   | .000    | .000   | .500 | .0     | .0  | .0     | .0   | 1.0  |

## روابط خارجية
- بايرون مولينس على موقع إن بي أي (الإنجليزية)
- بايرون مولينس على موقع دوري كرة السلة الياباني للمحترفين (اليابانية)
- بايرون مولينس على موقع الدوري التايواني الممتاز لكرة السلة (الصينية)
- بايرون مولينس على موقع سبورتس رفرنس (الإنجليزية)
- بايرون مولينس على موقع الدوري الإسباني لكرة السلة (الإسبانية)
- بايرون مولينس على موقع كرة السلة الأوروبية.كوم (الإنجليزية)
- بايرون مولينس على موقع DraftExpress.com (الإنجليزية)
- بايرون مولينس على موقع إي إس بي إن.كوم (الإنجليزية)
- بايرون مولينس على موقع كلية كرة السلة في سبورتس رفرنس.كوم (الإنجليزية)
- بايرون مولينس على موقع ريلجم (الإنجليزية)